# Cheilosia pollinifacies
Cheilosia pollinifacies är en tvåvingeart som beskrevs av Stackelberg 1968. Cheilosia pollinifacies ingår i släktet örtblomflugor, och familjen blomflugor. Inga underarter finns listade i Catalogue of Life.